# Rick Zabel
Rick Zabel (Unna, Rin del Nord-Westfàlia, 8 de desembre de 1993) és un ciclista alemany, professional des del 2012 fins al 2024. És fill del també ciclista Erik Zabel. En el seu palmarès destaca el Tour de Flandes sub-23 del 2013 i el campionat nacional sub-23 del 2012

## Palmarès
- 2012
  -  Campió d'Alemanya en ruta sub-23
- 2013
  - 1r al Tour de Flandes sub-23
  - Vencedor d'una etapa al Tour de Normandia
- 2015
  - Vencedor d'una etapa a la Volta a Àustria
- 2019
  - Vencedor d'una etapa al Tour de Yorkshire

### Resultats al Giro d'Itàlia
- 2015. 142è de la classificació general
- 2016. 138è de la classificació general
- 2020. 123è de la classificació general
- 2022. 137è de la classificació general

### Resultats al Tour de França
- 2017. 145è de la classificació general
- 2018. Abandona (12a etapa)
- 2019. No surt (11a etapa)
- 2021. 134è de la classificació general